# Lepomis humilis
Lepomis humilis és una espècie de peix pertanyent a la família dels centràrquids.

## Descripció
- Pot arribar a fer 15 cm de llargària màxima (normalment, en fa 7,4).[3][4][5]

## Alimentació
Menja microcrustacis i larves d'insectes aquàtics (principalment, dípters quironòmids).

## Hàbitat
És un peix d'aigua dolça, bentopelàgic i de clima temperat (10 °C-28 °C; 48°N-29°N).

## Distribució geogràfica
Es troba a Nord-amèrica: la badia de Hudson, la part meridional dels llacs Erie i Michigan, la conca del riu Mississipi des d'Ohio fins al sud de Dakota del Nord i Louisiana, i des de la badia de Mobile (Alabama) fins al riu Colorado (Texas).

## Longevitat
La seua esperança de vida és de 4 anys.

## Observacions
És inofensiu per als humans.